# Вульф, Виталий Яковлевич
Вита́лий Я́ковлевич Вульф (23 мая 1930, Баку — 13 марта 2011, Москва) — советский и российский искусствовед, театровед, киновед и литературовед, переводчик, критик, публицист. Заслуженный деятель искусств Российской Федерации (1998). Автор и ведущий программы «Мой серебряный шар» (1994—2010). Доктор исторических наук, кандидат юридических наук.

## Биография

### Детство и юность
Родился 23 мая 1930 года в Баку, по собственным словам — в 1932-м. Отец Яков Сергеевич Вульф был известным адвокатом в Баку (умер в январе 1956 года). Мать Елена Львовна Беленькая окончила Азербайджанский государственный университет и была преподавателем русского языка; умерла в 1974 году.
Вульф мечтал поступить в ГИТИС. Однако его отец настаивал, чтобы он получил «серьёзное» образование. Поэтому после окончания школы Виталий Вульф поступил в МГУ на юридический факультет.
Когда Вульф окончил университет, он, как полагал, из-за своего еврейского происхождения не мог найти работу по специальности. Четыре раза он пытался поступить в аспирантуру. В 1957 году Вульф стал аспирантом.

### Карьера
Работал в адвокатуре. В 1961 году защитил во Всесоюзном институте юридических наук диссертацию на соискание учёной степени кандидата юридических наук по теме «Обязанность доказывания в советском уголовном процессе».
Вульф практически ежедневно посещал спектакли МХАТа, Малого театра, Театра им. Вахтангова, Театра им. Маяковского.
С 1962 года у Виталия Вульфа сложились дружеские отношения со многими деятелями театра «Современник». Он общался с Олегом Ефремовым, Галиной Волчек, а с директором театра Леонидом Эрманом они стали близкими друзьями. Именно впечатления от встреч со многими деятелями театра использовал Вульф в своих книгах, статьях, эссе и телевизионных передачах.
С 1967 по 1997 год Виталий Вульф работал в Институте международного рабочего движения АН СССР (после 1991 — Институт сравнительной политологии РАН). Он изучал молодёжное сознание в странах Запада. В это же время он начал заниматься американским театром. В 1989 году Вульф защитил диссертацию на соискание степени доктора исторических наук на тему «Отражение общественно-политических противоречий и социальных движений в культуре США».
В 1970-е годы Виталий Вульф начал публиковать в прессе, например, в "Театре", статьи и книги о театре и деятелях театра, освещать события зарубежной культуры сквозь призму советской идеологии .
В 1982 году вышла первая книга Вульфа «От Бродвея немного в сторону, 1970-е гг.» (с подзаголовком «Очерк о театральной жизни США, и не только о ней»).
С 1972 года Вульф занимался переводами англо-американской драматургии. Он переводил пьесы Юджина О’Нила, Эдварда Олби, Сомерсета Моэма, Теннесси Уильямса. Пьесы в переводе Вульфа шли и идут на сценах МХАТа, Театра имени Маяковского, Театра имени Моссовета, «Современника», Малого театра, Московского драматического театра имени Н. В. Гоголя. Всего Вульф перевёл около сорока пьес, большая часть из них в соавторстве с другом Александром Чеботарём.
С 1990 года Виталий Вульф начал вести телевизионные передачи; первым его телевизионным рассказом был рассказ об актрисе Марии Бабановой.
В 1992 году Виталий Вульф уехал в США, где два года преподавал на театральном факультете Нью-Йоркского университета. Он читал лекции по теме «Чехов и театр», «История русской драматургии», «Сталин и театр».
С 1994 года на телевидении начала выходить авторская программа Виталия Вульфа «Серебряный шар» (с 2003 года — «Мой серебряный шар»). В книге «Влад Листьев. Пристрастный реквием» рассказано, что передача появилась по инициативе Владислава Листьева и Альбины Назимовой. Первыми героями передачи были актёры и писатели, позже героями передачи становились также и политические деятели.
Виталий Вульф был членом Союза театральных деятелей России.
С 2001 по 2003 год в соавторстве с Серафимой Чеботарь вёл рубрику «Кумиры. Легенды» в русском выпуске журнала «L’Officiel»; с 2005 года они выпустили семь биографических сборников о выдающихся людях прошлого.
С 21 ноября 2007 года Виталий Вульф был главным редактором радио «Культура» (ВГТРК).

### Личная жизнь и последние годы

Могила Виталия Вульфа на Троекуровском кладбище Москвы

Жил и работал в Москве. По утверждению Евгения Додолева, многолетние личные отношения связывали Вульфа с режиссёром Борисом Львовым-Анохиным.
15 февраля 2011 года Виталий Вульф был госпитализирован в больницу имени Боткина. 11 марта его состояние ухудшилось, и он был переведён в реанимационное отделение. Скончался 13 марта, на 81-м году жизни.
16 марта похоронен на Троекуровском кладбище. 30 сентября 2012 года на могиле был открыт памятник работы Александра Боровского.

## Награды
- Орден «За заслуги перед Отечеством» III степени (14 марта 2010 года) — за большой вклад в развитие отечественной культуры и телерадиовещания, многолетнюю плодотворную деятельность[14]
- Орден «За заслуги перед Отечеством» IV степени (27 ноября 2006 года) — за большой вклад в развитие отечественного телерадиовещания и многолетнюю плодотворную деятельность[15]
- Орден Почёта (19 мая 2003 года) — за многолетнюю плодотворную деятельность в области культуры и искусства[16]
- Заслуженный деятель искусств Российской Федерации (26 января 1998 года) — за заслуги в области искусства[17]
- Благодарность Президента Российской Федерации (23 мая 2005 года) — за многолетнюю плодотворную деятельность в области культуры [18]
- Благодарность Министра культуры и массовых коммуникаций Российской Федерации (6 июля 2006 года) — за  активную и многолетнюю плодотворную работу по пропаганде отечественного хореографического искусства и в связи с 25-летием основания автономной некоммерческой организации «Редакция журнала «Балет»[19]
- Лауреат Национальной премии ТЭФИ.